# 定边县
定边县是中国陕西省榆林市所辖的一个县，位于陕西西北部，洛河发源地。总面积为6920平方公里，人口34万人。

## 历史沿革
宋置定边军，明成化六年（1470年）置定边营，清雍正九年（1731年）设定边县。

## 行政区划
定边县下辖1个街道办事处、16个镇、2个乡：
定边街道、贺圈镇、红柳沟镇、砖井镇、白泥井镇、安边镇、堆子梁镇、白湾子镇、姬塬镇、杨井镇、新安边镇、张崾崄镇、樊学镇、盐场堡镇、郝滩镇、石洞沟镇、冯地坑镇、油房庄乡和学庄乡。

### 經濟
定边盐湖群是陕西省唯一的湖盐产区。

## 人口
2020年11月1日零时，定边县常住人口339077人，与2010年第六次全国人口普查的319370人相比，十年共增加19707人，增长6.17%。

## 交通
- 307国道过境。
- 太中银铁路在定边县设定边站，属兰州铁路局管辖。